# گاوین
سِر گاوین (‎/ɡəˈweɪn/‎ ; ولزی: [ˈɡawain])، که همچنین به عنوان گِوین یا گویین در میان املاهای دیگر شناخته می‌شود، شخصیتی در افسانه آرتور است که در آن او خواهر زاده شاه آرتور و یک شوالیه میز گرد است. او در بسیاری از داستان‌های آرتوریایی به زبان‌های ولزی ،  لاتین، فرانسوی ، انگلیسی ، اسکاتلندی ، هلندی ، آلمانی ، اسپانیایی و ایتالیایی ، به‌ویژه به‌عنوان قهرمان در رمان معروف انگلیسی میانه، «سر گاوین و شوالیه سبز» ظاهر شده‌است.او برای گرفتن انتقام برادرش سرگرت به جنگ سر لنسولات رفت وپس از یک روز جنگیدن از پای درآمد